# San Martín (Cesar)
San Martín – miasto w Kolumbii, w departamencie Cesar.